# Luigi Mussi
Luigi Mussi (Piacenza, 1780 – Parma, 1857) è stato un tipografo, editore e politico italiano.

## Biografia
Nato a Piacenza, si trasferì a Milano nel 1807 per proseguire l'attività di editore e tipografo avviata nel 1802 da allievo di Giambattista Bodoni. Mandò in stampa libri di altissimo valore tipografico, a basse tirature.
Fu eletto Deputato del Regno di Sardegna nella II legislatura.